# THE SUN (日本のバンド)
THE SUN(ザ・サン)は、日本のプログレッシブ・ロックバンド。オルガン・シンセサイザー、ベース、ドラムの3ピース。主にインストゥルメンタルだが、一部ヴォーカル曲もある。

## 概要
2007年9月に結成。JSPA主催のシンセサイザーコンテストに出場するためのバンドだったが、大会終了後も活動を続け、2009年6月に1stアルバム「Progressive Syndrom」で全国デビューした。
プログレッシブ・ロック全盛時代から後に生まれたのジャンルの音楽を積極的に取り入れること、エマーソン・レイク・アンド・パーマーを彷彿とさせるパフォーマンスが特徴。
ラジオ大阪の番組に出演した際、リーダーの西村太貴が映画鑑賞が趣味で、「映画を撮影する技術は自分にはないので、自分が監督をしている映画をイメージして、そのサウンドトラックとして作曲し演奏しているバンド」と発言している。

## メンバー
- 西村太貴（Key)
- 内山雅史(Bass)
- 陣(Dr)